# Bombal (película)
Bombal es una película chilena dirigida por Marcelo Ferrari ("Subterra", 2003), escrita por Paula del Fierro y Ana María del Río, y protagonizada por Blanca Lewin. Narra la historia de María Luisa Bombal una de las autoras más importantes de Chile y de Latinoamérica. Su estreno fue el 5 de enero del 2012.
El tema musical de cierre de la película está a cargo de la cantante Francisca Valenzuela con el tema principal Corazón del disco Buen soldado.

## Sinopsis
Una atractiva mujer avanza a paso firme por el centro de Santiago. Su vista recorre los movimientos de una feliz pareja que camina abrazada delante de ella. Escucha sus murmullos, el roce de sus ropas. De pronto, de su chaqueta extrae un revólver y dispara sobre el hombre tres certeros disparos.
“¡Yo fui, yo lo maté!” grita María Luisa antes de desmayarse. Es el verano de 1941 y la sangre, del que alguna vez fuera su amado, tiñe los adoquines.
“Bombal” narra un pasaje de la vida de una de las literatas chilenas e iberoamericanas más importante de todos los tiempos. El filme, centrado en los diez días previos al intento de asesinato de su amante -Eulogio Sánchez-, da cuenta de la ceguera emocional que condujo a la extraordinaria creadora a perder la razón y hacer de su propia vida una ficción completamente desmesurada.

## Realización

### Inexactitudes históricas o afirmaciones cuestionables
Esta película no es un biopic, como se ha pensado equivocadamente. La cinta está basada en los hechos de su vida pero de forma libre, sin regirse estrictamente por los hechos cronológicos de los que se tiene constancia. Debido a motivos argumentales la cinta combina dos épocas de su vida de forma libre, el periodo en que vuelve por primera vez a Chile y conoce a Eulogio Sánchez y el periodo posterior que pasó en Argentina con su primer esposo -Jorge Larco-, los cuales son mezclados en la ficción y ambientados únicamente en Chile, dándole énfasis a su tragedia amorosa. 
De esta forma, la cinta utiliza la técnica narrativa del racconto, dando inicio a la historia con un hecho sucedido en su segundo regreso a Chile (la cinta no aclara el periodo en que sucede este hecho), su intento de homicidio a Eulogio Sánchez, para luego centrarse en las causas que la llevaron a cometerlo.
En la cinta, María Luisa está residiendo en Chile luego de sus estudios en Francia y su paso por Argentina donde ya se ha convertido en la escritora de La última niebla (la reconocen por ello y es entrevistada por su obra, inclusive). Vive en el país junto a Jorge Larco a la vez que tiene un amorío con Eulogio Sánchez y trabaja en la escritura de su cuento Lo secreto (que relata al personaje de Beatriz), así como su segunda novela, La amortajada (que es publicada en el final de la cinta). Pronto la historia se centra en su desilusión amorosa con Sánchez y la partida de Larco a Argentina que produce su intento de suicidio, un periodo siguiente en que es cuidada por Marta Brunet en la casa de esta y finalmente su intento de homicidio a Eulogio Sánchez.
Sin embargo, los datos biográficos indican un ordenamiento cronológico diferente, dado que se sabe que luego de sus estudios en Francia Bombal llega directamente a Chile siendo soltera, tiempo en el que conoce a Sánchez. Para este tiempo aún no ha escrito ninguna de sus obras, de hecho la autora solo se desarrollará como tal al de salir de Chile luego de su intento de suicidio, durante su residencia en Argentina. Allí es donde publica sus dos primeras novelas, mismo periodo en que se casará con Larco. 
Esta mezcla cronológica incide también en la inexactitud de hechos históricos presentes en los argumentos secundarios. Tal es el caso del personaje de Larco, pues en la cinta parece residir de forma prolongada en Chile, donde realiza exposiciones de sus obras. Sin embargo, los datos biográficos apuntan a que en el tiempo en que él y Bombal están casados este trabaja para montar la obras de Federico García Lorca en Argentina. En la cinta esto se menciona como motivo de su ausencia en algunas escenas, pero no se aclara en donde se están montando dichas obras. Además, sus infidelidades con hombres se utilizan aquí como motivo argumental, sin embargo, no se tiene constancia de dichos hechos. También está el caso de Brunet, pues no tenemos constancia de que fuera ella la persona quién estuvo cuidando de Bombal luego del incidente, dado que lo único que se conoce es que Bombal es llamada por Pablo Neruda a residir con él y su esposa en Argentina para huir del escándalo.
El mismo Neruda no aparece en la cinta y el personaje de Brunet aparece con una participación muy reducida. En lugar de profundizar alguna de estas relaciones, la cinta opta por presentar a un personaje ficticio, Beatriz -interpretado por Montserrat Prats- como confidente de la protagonista y catalizador del origen de la segunda novela, La amortajada, siendo una trama por completo inventada para el guion de la película. En paralelo a la cinta, los datos biográficos indican que Marta Brunet fue la amistad más cercana que Bombal desarrolló durante esta época, siendo ella quién la introdujo en la sociedad de artistas y escritores chilenos, y llegando a montar juntas sus propias representaciones de piezas dramáticas (ninguno de estos hechos es representado en la cinta). Por otro lado, algunos otros personajes que pudieron ser relevantes en la vida de Bombal, como sus hermanas mellizas, Jorge Luis Borges, y reconocidos escritores que conoció en Argentina, solo son mencionadas en contadas oportunidades sin hacer aparición.

## Elenco

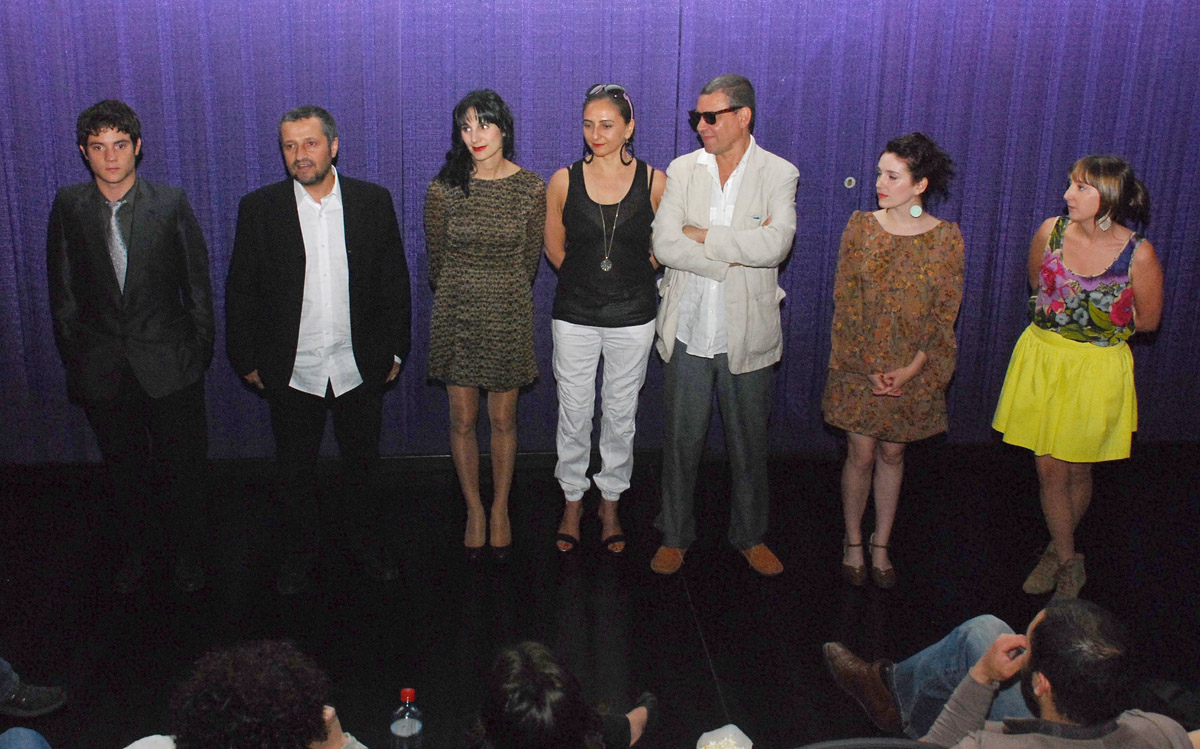
Elenco de la película.

- Blanca Lewin como María Luisa Bombal.
- Marcelo Alonso como Eulogio Sánchez.
- Alejandro Goic como Jorge Larco.
- Ximena Rivas como Marta Brunet.
- Montserrat Prats como Beatriz.
- Ana María Palma, como Blanca Anthes (Madre de Bombal).
- María José Prieto como Clara, novia de Eulogio.
- Delfina Guzmán como Eleonora Precht.
- Arnaldo Berríos como Bernardo Precht.
- Carlos M. Graves como El Editor.

## Miscelania
No es la primera vez que Ximena Rivas interpreta a una destacada autora chilena en un largometraje, antes de interpretar a Marta Brunet en esta cinta interpretó a Gabriela Mistral en la película La Gabriela (2009) de Rodrigo Moreno.